# Mălădia, Sălaj
Mălădia este un sat în comuna Măeriște din județul Sălaj, Transilvania, România.

## Istorie
În vechime, locuitorii aveau casele in Sorușa. Dar, din cauza invaziilor, s-au mutat în pădure, pe actualul amplasament. Privind biografia episcopului Ioan Alexi, dascălul Daniil Graur a scris în 1932: 
| “ | Episcopul Ioan Alexi, dupăcum ne spune tradiția, s-a născut în Mălădia. În strâmtoarea numită Sorușa era o moară. Trecând episcopul romano-catolic din Oradea cu trăsură prin Sorușa, cu oare care canonic, au poposit puțin la moara respectivă. Băiatul, care era de 4-5 ani, s-a așezat pe scândura din dosul trăsurii unde a adormit. Când a plecat trăsura, nu a fost observat de cei din trăsură. Ajungând la Nușfalău, s'au trezit cei din trăsură, cum ar auzi plâns de copil. Stând în loc au aflat că pe scândură stă un băiat plângând și ținându-se de scândură. Întrebându-l că de unde este, nu a știut spune decât că îl chiamă Ioan Alexuțan. Neștiind ce să facă cu băiatul l-au dus cu ei la Oradea și l'au crescut la școli. Din acest băiat cu timpul a ajuns de a fi episcopul de Gherla în dieceza înființată din nou. În Mălădia sunt mulți țărani cu numele Alexuțan. | ” |

Biserica veche de lemn din Mălădia a ars în 1906. Biserica de piatră a fost construită de greco-catolici în 1908. La 1908 erau 110 gospodării și 507 greco-catolici. Scoala confesionala greco-catolică avea un învățător cu salariu de 1200 coroane și 50 elevi. Erau 67 de alegători.

În sedința Camerei Deputaților din 7 martie 2000, deputatul Vasile Vetișanu spunea urmatoarele privind colectivizarea agriculturii: 
| “ | În satul sălăjean Mălădia, gospodarul fruntaș Ioan F. Mocanu, numit "chiabur" și "chiabr", a fost arestat în trei rânduri de securiștii Făgărășanu și I. Pădureanu, pentru vina de a fi muncit o viață pământul și a fi fost gospodar fruntaș, ales, pentru aceasta, primar al satului timp de 26 de ani, după 1918. Spaima a cuprins tot satul, reducându-l la supunere. După schingiuiri, a fost adus acasă din arest cu căruța, cu coastele zdrobite și obligat să tacă asupra torturilor la care a fost supus, după ce a fost aruncat în închisoarea din Șimleu, în urma a 50 de tururi cu mașina în jurul orașului de mai sus, spunându-i-se că este în Cluj, nu în Șimleu. Dar n-a tăcut. Mi-a mărturisit cum a fost legat sus de mâini, dezbrăcat în pielea goală, ars cu țigara și bătut cu ciomagul de cauciuc, pentru a spune ce a pus la cale în sat și unde ar avea arma ascunsă. După chinuri groaznice, călăii aruncau pe el găleți de apă, apoi o luau de la început. De aceea, mă întorc în acel sat în care a putut suferi atâta, fără să renunțe la pământ. Când a venit colectivizarea, în același sat, Ioan Mudure a Șfaițărului a fostă bătut de moarte, mutilat, ducându-se repede în mormânt, ca mulți alții. | ” |

Cea dintâi întâlnire a "Fiilor Satului" din Mălădia, a avut loc în 5 octombrie 1980.
Gheorghe Breazdău (născut 30 ianuarie 1954 în Giurtelecu Șimleului) a fost hirotonit pe 24 iunie 1979, cand a devenit preot la Mălădia; Breazdău s-a mutat la Giurtelec în 1998. Ionuț-Claudiu Furdui (n. 9 noiembrie 1976) a fost hirotonit pe 20 decembrie 1998, cand a devenit preot la Mălădia.
În anul scolar 2010/2011, Școala cu cls. I-IV Mălădia avea patru elevi; Școala primară din Mălădia a fost desfiintata din 1 septembrie 2011 din cauza numarului mic de elevi.

## Demografie
Potrivit Recensământul populației din 2002 (România), cei 245 locuitorii erau:
|        | Populatie | %     |
| ------ | --------- | ----- |
| Români | 234       | 95,5% |
| Romi   | 11        | 4,5%  |

După limbă:
| Limbă        | Populatie | %     |
| ------------ | --------- | ----- |
| Română       | 234       | 95,5% |
| Limba romani | 11        | 4,5%  |

## Personalități
- Ioan Alexi (1801-1863), episcop român unit cu Roma (greco-catolic), al diecezei de Gherla, (azi de Cluj-Gherla), filolog. S-a născut la Mălădia, județul Sălaj și a decedat la Gherla. După alte surse, s-a născut la Pericei, județul Sălaj.
- Vasile Vetișanu, director Institutul de Etnografie și Folclor al Academiei Române din 1990, senator (1992-1996), deputat (1996-2000)

## Imagini

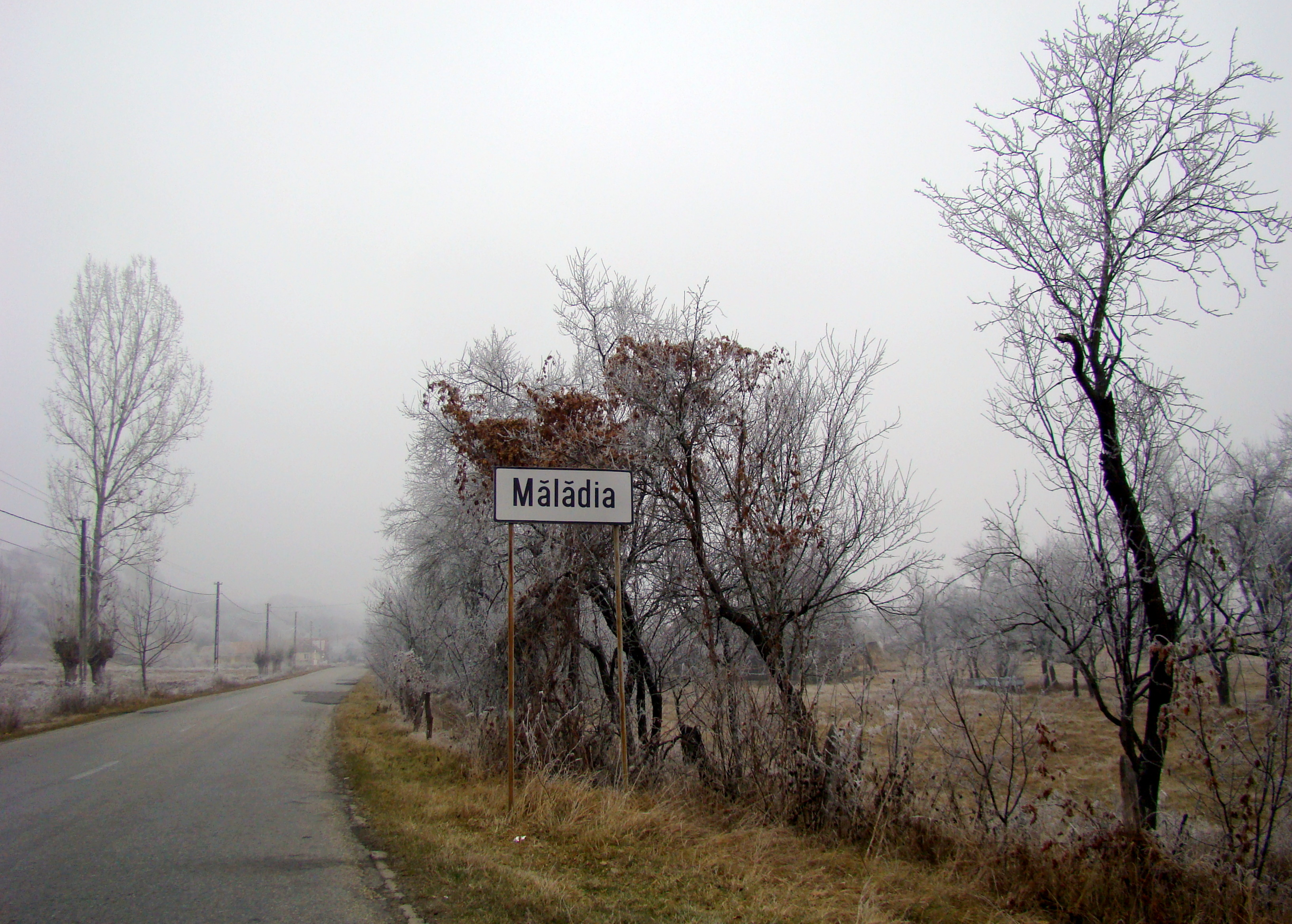
Intrarea în localitate
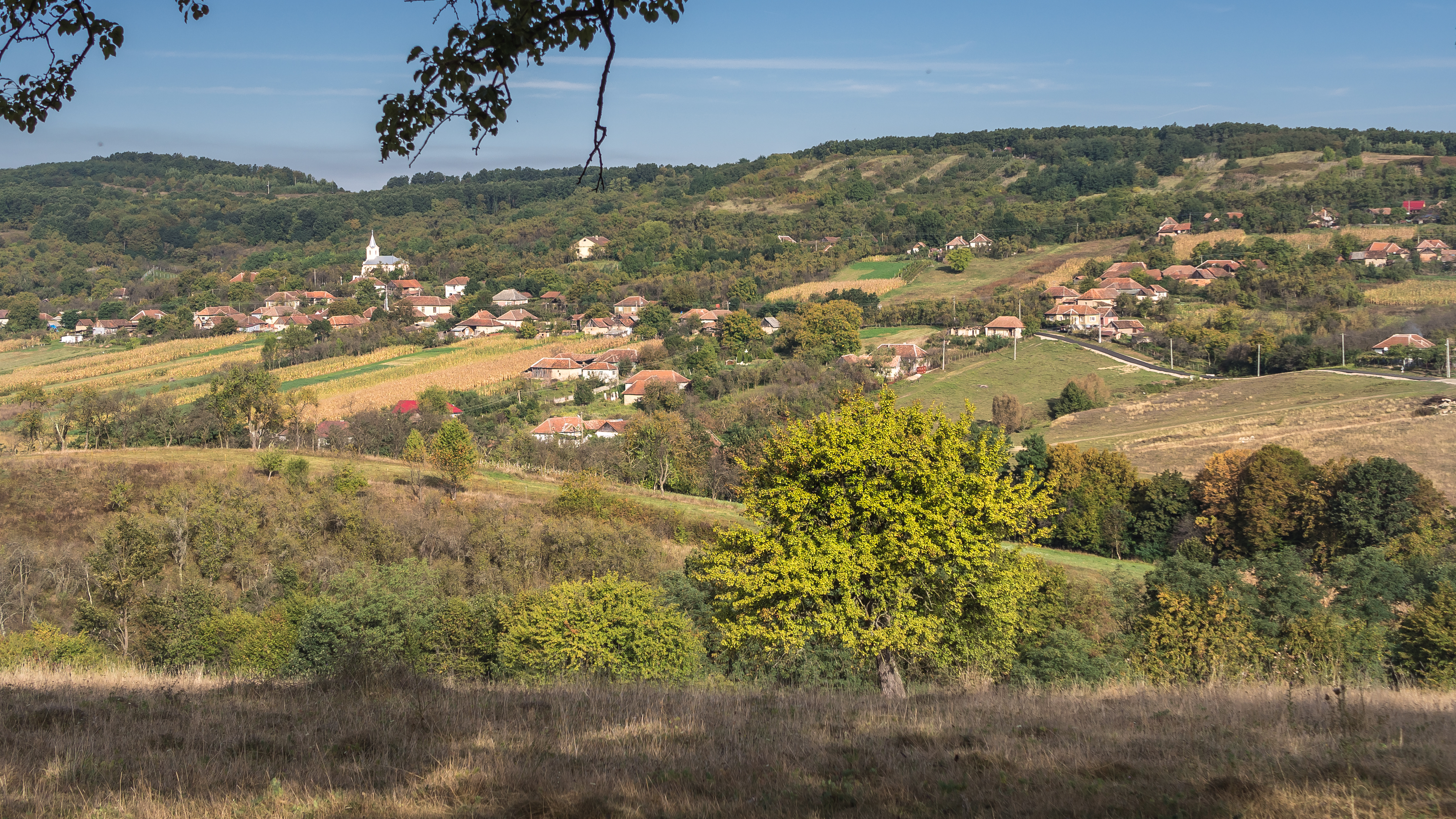
Maladia vazuta de pe dealul Casa Mosului
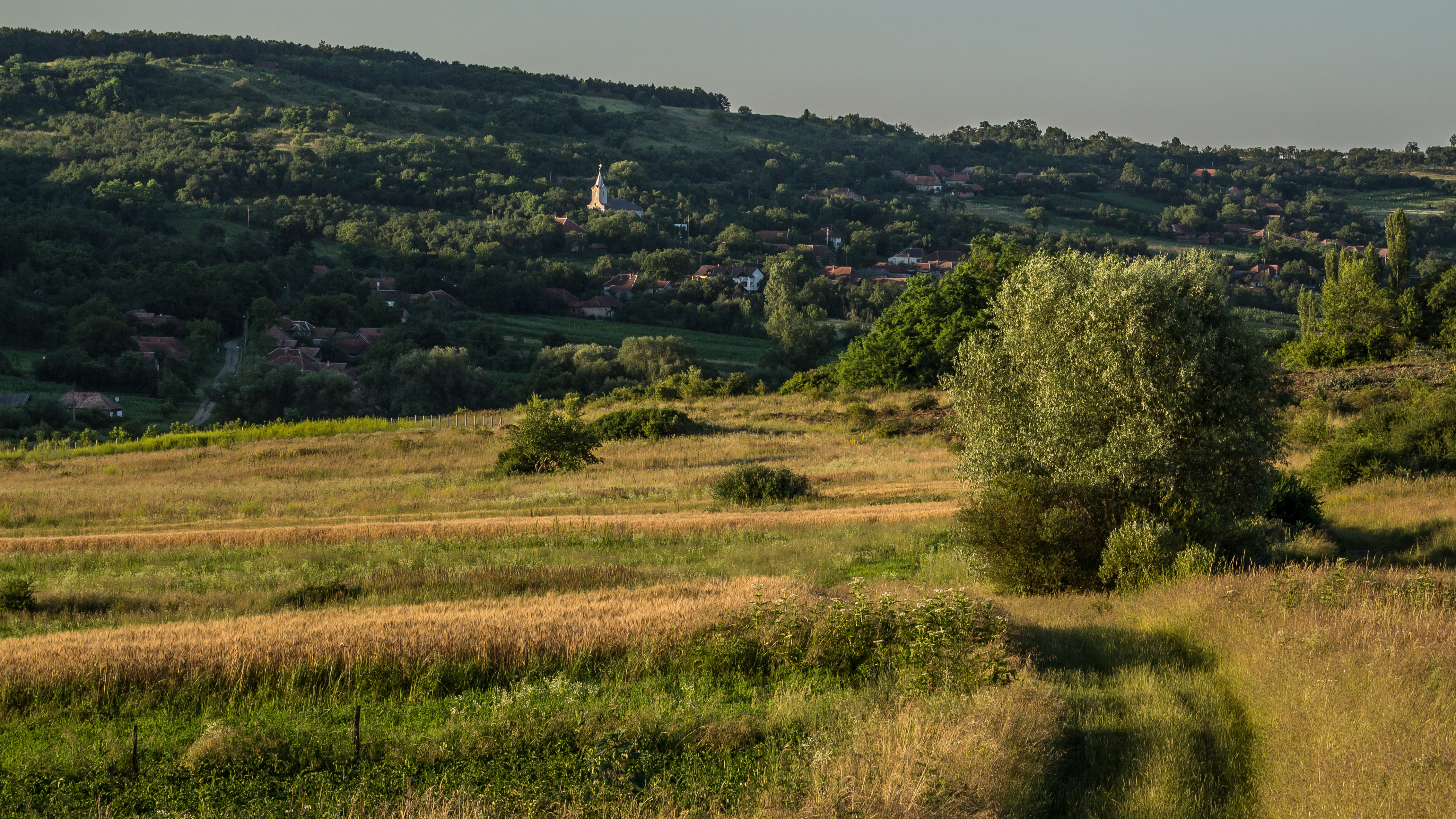
Maladia vazuta dinspre Cristelec
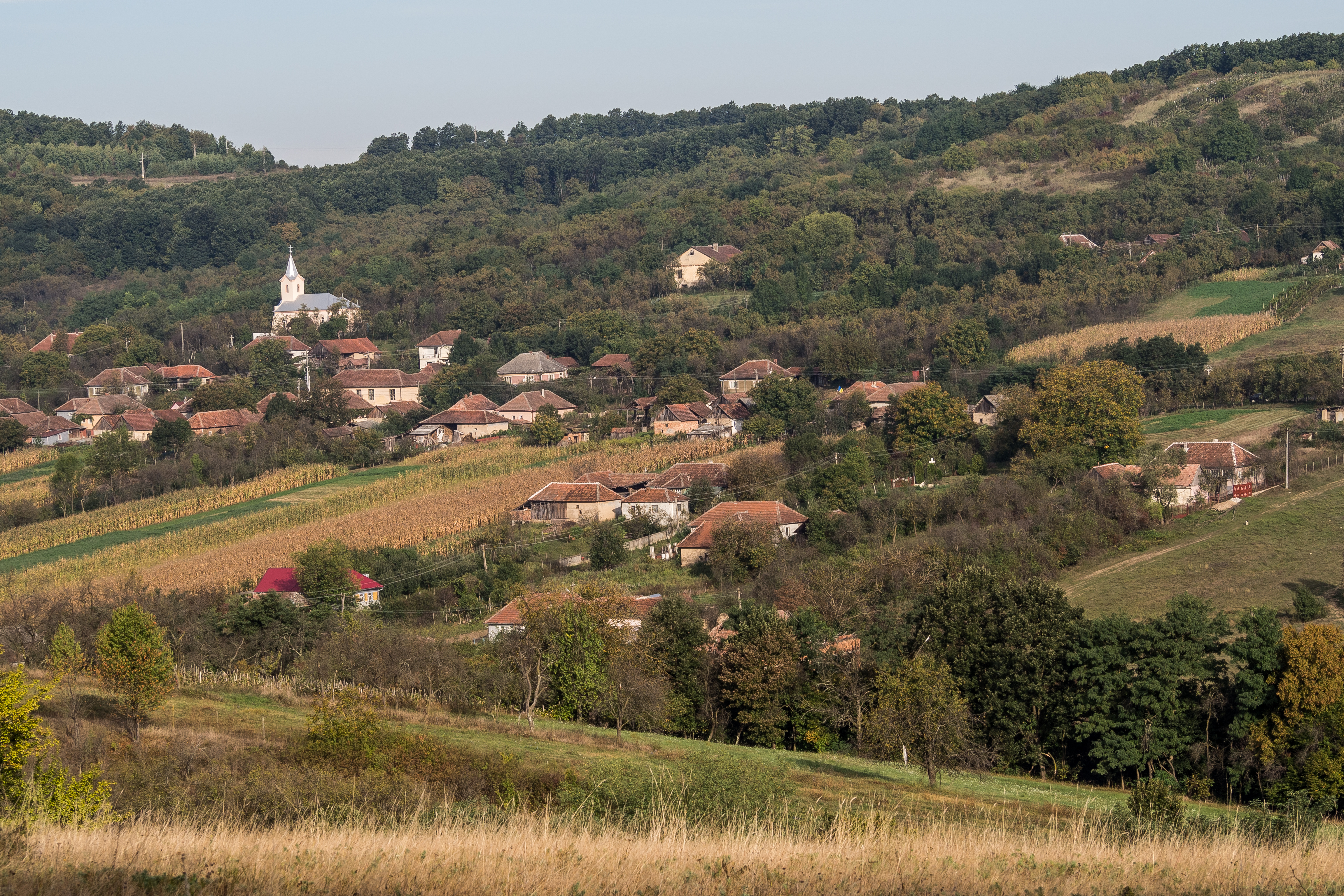
Maladia vazuta de pe dealul Casa Mosului
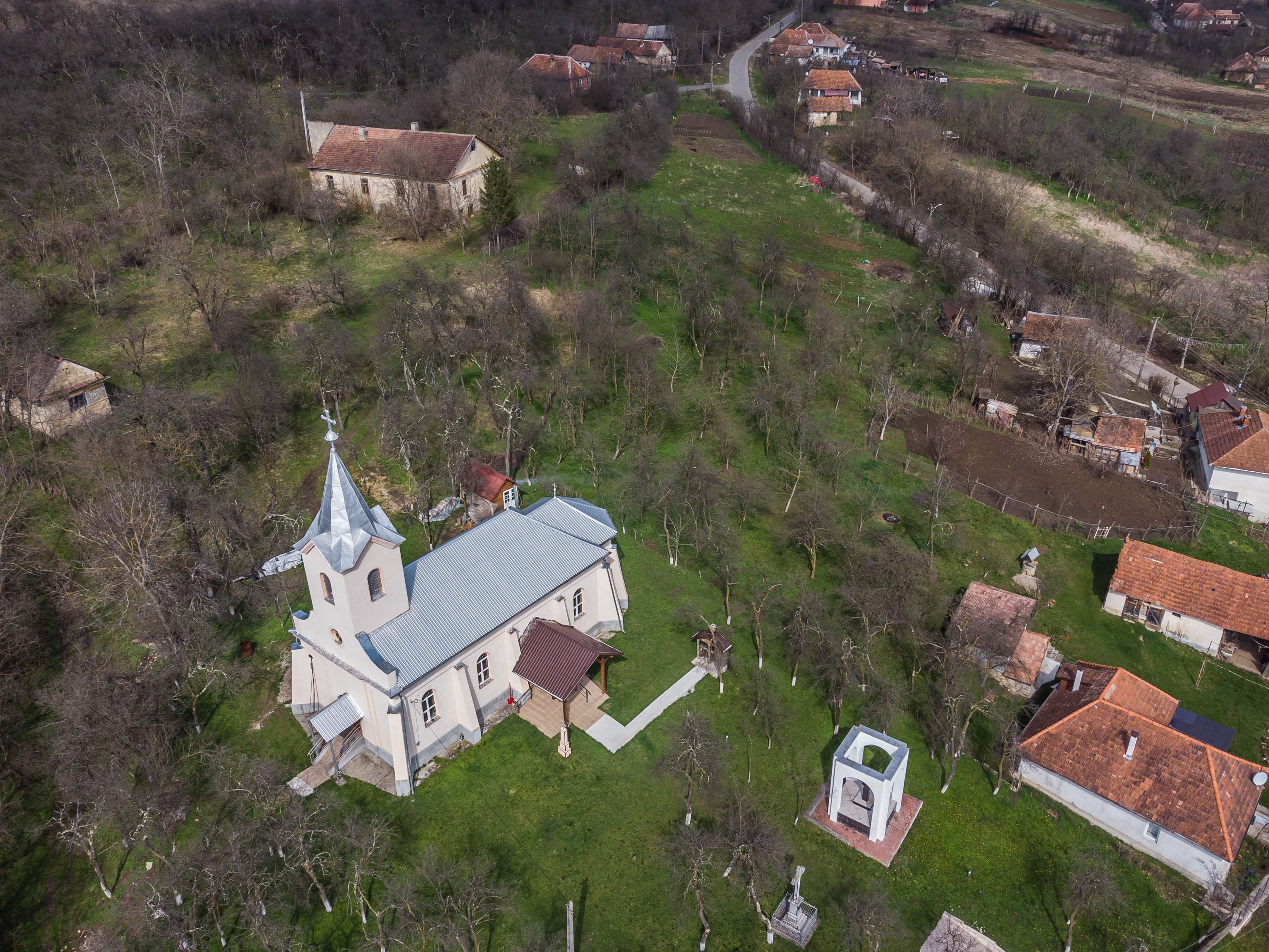
Biserica Maladia
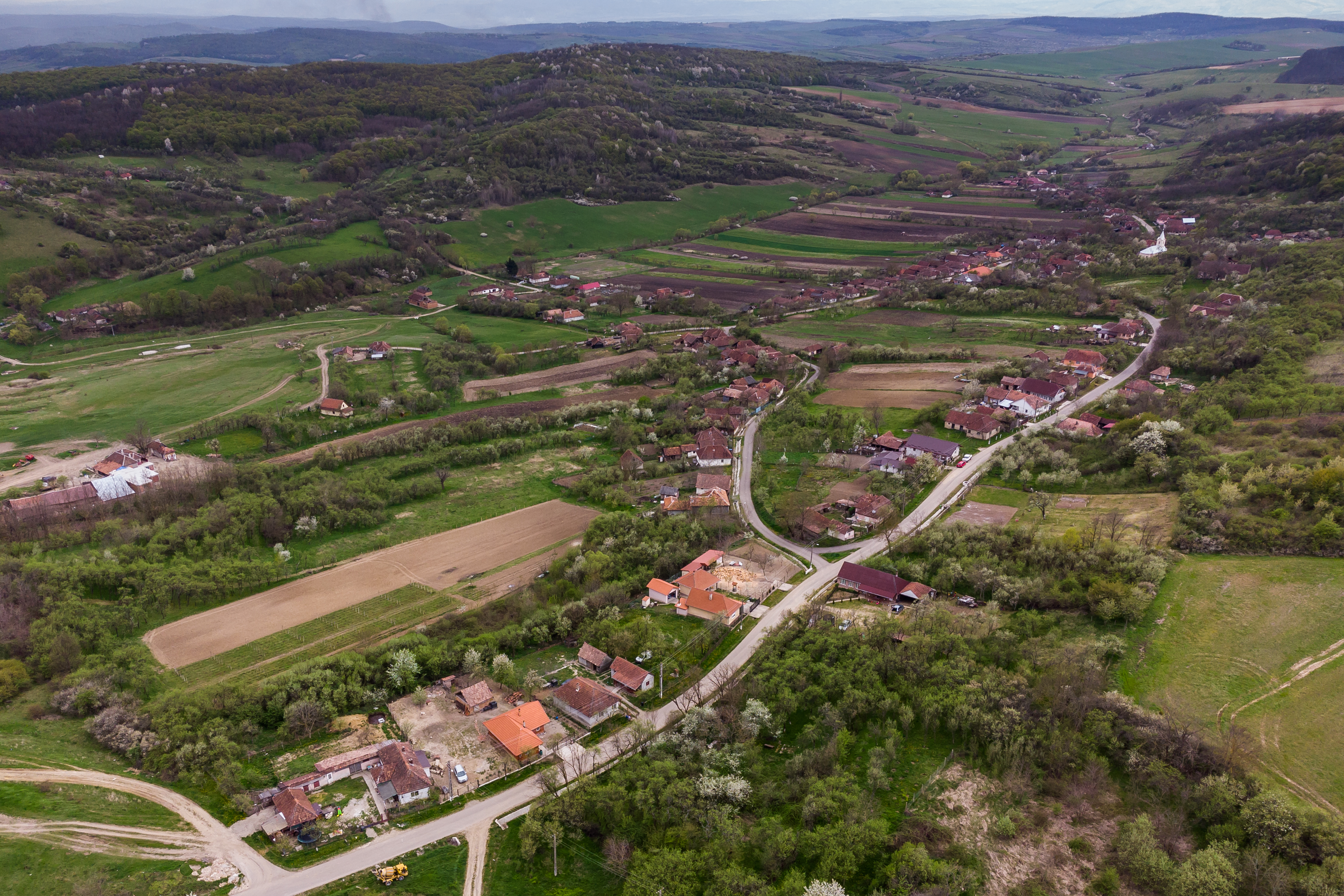
Maladia, vedere aeriana